# فؤاد النواوي
الدكتور فؤاد النواوي، هو طبيب وأستاذ جامعي مصري تولى منصب وزير الصحة في عهد المجلس الأعلى للقوات المسلحة في وزارة كمال الجنزوري الثانية في الفترة من 7 ديسمبر 2011 إلى 25 يونيو 2012.

## حياته ونشأته
تخرج النواوي في كلية طب قصر العيني سنة 1970، وصار أستاذًا للأمراض الباطنة بالكلية، ثم تولى عمادة الكلية، وافتتح في عهده مستشفى قصر العيني الجديد (الفرنساوي)، ثم وقع عليه الاختيار لحقيبة الصحة في وزارة كمال الجنزوري الثانية، بعد أن كان قد رُشح للمنصب الدكتور عادل عدوي.